# Listen von Luftfahrt-Zwischenfällen
Listen der Luftfahrt-Zwischenfälle in der Geschichte der Luftfahrt.

## Listen
Die nur nach Jahreszahlen benannten „Listen von Luftfahrt-Zwischenfällen“ beziehen sich ausschließlich auf Zwischenfälle beim Betrieb von Verkehrsluftfahrzeugen. 
- Chronologische Listen von Luftfahrt-Zwischenfällen (Verkehrsluftfahrzeuge):
  - Liste von Luftfahrt-Zwischenfällen bis 1949
  - Liste von Luftfahrt-Zwischenfällen 1950 bis 1959
  - Liste von Luftfahrt-Zwischenfällen 1960 bis 1969
  - Liste von Luftfahrt-Zwischenfällen 1970 bis 1979
  - Liste von Luftfahrt-Zwischenfällen 1980 bis 1989
  - Liste von Luftfahrt-Zwischenfällen 1990 bis 1999
  - Liste von Luftfahrt-Zwischenfällen 2000 bis 2009
  - Liste von Luftfahrt-Zwischenfällen 2010 bis 2019
  - Liste von Luftfahrt-Zwischenfällen ab 2020
- Listen von Luftfahrt-Zwischenfällen nach Art des Luftfahrzeugs:
  - Liste von Zwischenfällen (Militärluftfahrt) bis 1980
  - Liste von Zwischenfällen (Militärluftfahrt) ab 1981
  - Liste von Zwischenfällen (Allgemeine Luftfahrt)
  - Liste von Zwischenfällen mit Luftschiffen
  - Liste von Zwischenfällen mit Ballonen
- Liste der schwersten Zwischenfälle der Luftfahrt
- Liste von Flugzeugkollisionen in der Luft
- Liste von Anschlägen auf Verkehrsflugzeuge
- Liste abgeschossener Flugzeuge in der Zivilluftfahrt